# روبرت تومسون (كاتب)
روبرت تومسون (بالإنجليزية: Rupert Thomson)‏ هو كاتب بريطاني، ولد في 5 نوفمبر 1955 في إيستبورن في المملكة المتحدة.

## وصلات خارجية
- روبرت تومسون على موقع IMDb (الإنجليزية)
- روبرت تومسون على موقع قاعدة بيانات الفيلم (الإنجليزية)